# Lorenz Lange
Pour les articles homonymes, voir Lange.
 (novembre 2020).
Lorenz Lange est un voyageur suédois du XVIIIe siècle. Il était originaire de Stockholm et entra au service du tsar Pierre le Grand. 
Il dirigeait la construction du palais de Peterhof lorsque ce prince le chargea d’accompagner à Pékin, en qualité d’agent diplomatique, le médecin anglais Thomas Garwin, envoyé par lui à l’empereur de la Chine, qui lui avait fait demander un habile médecin. Lange partit de Russie en août 1715 et arriva en novembre 1716 à Pékin, où il obtint une audience de l’empereur Kangxi, et s’occupa ensuite du principal but de son voyage, qui était de recueillir des curiosités chinoises, dont le tsar voulait orner son palais de Peterhof. Il revint en 1718 à Saint-Pétersbourg, et le czar fut tellement satisfait de la manière dont il s’était acquitté de sa mission, qu’il le nomma, en 1719, son résident à Pékin. 
Après avoir secondé l’envoyé extraordinaire russe Ismaïlof dans ses efforts pour faciliter les relations commerciales entre la Russie et la Chine, Lange demeura à Pékin jusqu’en 1722, époque où les difficultés qui s’élevèrent entre les deux nations l’obligèrent à revenir en Russie. La bonne harmonie ayant été rétablie, il partit, en 1726, pour la Chine, où il resta jusqu’en 1728. Rappelé à cette époque et nommé conseiller de chancellerie, il lut encore une fois envoyé à Pékin en 1736 et, à son retour, en 1738, fut nommé vice-gouverneur d’Irkoutsk. 

## Œuvres
Il a écrit les relations de ses différents voyages, qui ont été publiées soit par lui-même, soit par d’autres, sous les titres suivants : 
- Journal du voyage de Laurent Lange à la Chine, écrit par lui-même ;
- Relation de l’ambassade envoyée par S. M. l’empereur de la Grande Russie à l’empereur de la Chine en 1719, et observations sur les mœurs et les usages des Chinois, Mongols et autres peuples tartares, par J.-G. Unverzagt (Lubeck, 1727, in-8°, avec fig.);
- Journal du sieur Lange, contenant ses négociations à la cour de la Chine en 1721 et 1722 (Leyde, 1726, 1 vol. in-12) ;
- Journal du voyage d’une caravane de Kiakhta à Pékin, fait en 1727 et 1728, sous la conduite de L. Lange ;
- Journal du voyage d’une caravane de Tzouroukhaitou, par la Mongolie, à Pékin, fait en 1736, sous la conduite de Lange, conseiller de chancellerie, et du commissaire Firsof.

## Source
« Lorenz Lange », dans Pierre Larousse, Grand dictionnaire universel du XIXe siècle, Paris, Administration du grand dictionnaire universel, 15 vol., 1863-1890 [détail des éditions].
- Notices d'autorité :   - VIAF
  - ISNI
  - BnF (données)
  - IdRef
  - LCCN
  - GND
  - Belgique
  - Pays-Bas
  - Israël
  - NUKAT
  - Norvège
  - Lettonie
  - WorldCat